# Бирема

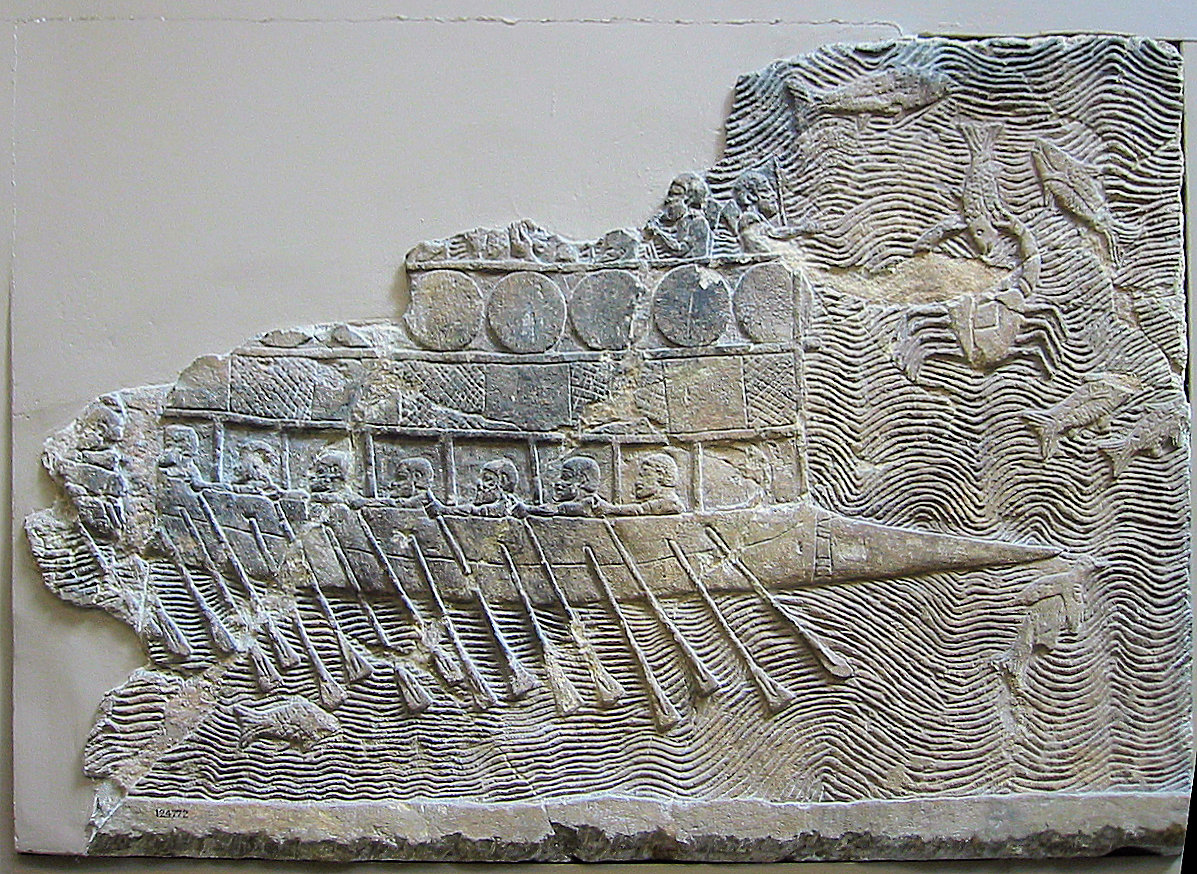
Бирема. Ассирийский рельеф

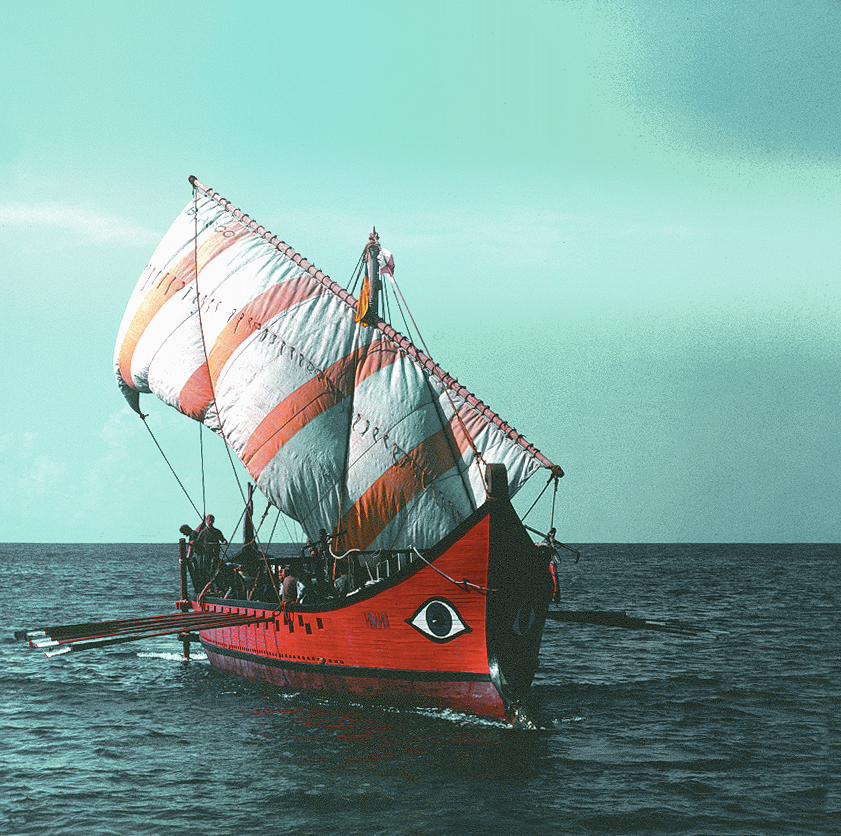
Реконструкция диеры Ивлия

Бире́ма (лат. biremis, от bi- — «двойной, двоякий» + remus — «весло»), дие́ра (др.-греч. δι-ῆρες, от δύο — «два» + ἐρέσσω — «грести») — античный гребной военный корабль с двумя рядами вёсел, который оснащался тараном. Бирема могла иметь боевую башню и большой блок для разрушения корпуса вражеского корабля. Длина биремы, зачастую, составляла 30—38 метров, а её водоизмещение колебалось от 60 до 100 т.

## История
Сперва военные суда этого типа появились у древних греков, а затем и на римском флоте. Первым типом военного судна этих народов была унирема — продолговатое, плоскодонное, одномачтовое судно с одним рядом весел. В носовой части унирема была снабжена тараном, средняя часть её, где помещались гребцы, была открыта, а на носу и корме находились возвышенные площадки для воинов. Так как главным оружием этих судов являлся таран, который можно было использовать только при значительном преобладании в ходе, то всё внимание было обращено на увеличение последнего. С этой целью греки стали увеличивать число весел, помещая их в два (диера) и три (триера) ряда. Попутно они стали превращать открытые суда в палубные для защиты гребцов от вражеских стрел, копий и другого метательного оружия. С появлением палубы получалось новое пространство на корабле, где можно было поместить большее число воинов для абордажа, чем прежде, когда им отводились места на носу и на корме судна. Длина бирем колебалась от 18 до 45 метров, ширина от 7 до 12 метров, число вёсел от 30 до 40.
Постоянного руля не было, он заменялся кормовым веслом. Экипаж гребцов доходил до 80—100 человек, число воинов для абордажных схваток до сорока. Кроме них имелось ещё несколько человек матросов для управления парусом. Таран представлял собою вылитую из металла голову какого-либо животного или простое остриё. Таранов обыкновенно было два — надводный и подводный или только один последний. Бой сводился к нанесению таранного удара или к абордажу в случае столкновения бортами. Будучи широкими и плоскодонными, биремы не обладали хорошей поворотливостью и не отличались морскими качествами, поэтому могли действовать только у берегов и в относительно тихую погоду.
При необходимости совершить дальнее плавание отряды этих судов шли вдоль берегов, останавливаясь на ночь и располагаясь лагерем, подобно сухопутным войскам. Командный состав бирем состоял из ком-ра (иерарх, дуорарх, трирарх), гортатора, заведовавшего гребцами и руководившего греблей, и кормчего, управлявшего судном и парусами. Гребцами по большей части были рабы или пленные, иногда наёмные люди.
Вооружение воинов состояло из мечей, луков, копий и дротиков. В помощь вёслам и для пользования попутным ветром на биремах ставилась мачта с парусом. На мачте обыкновенно устраивалась одна площадка (марс) для наблюдения и обстрела с неё абордируемого судна. Биремы римлян обыкновенно имели носовые и кормовые украшения, красились в яркие цвета и носили значки тех когорт, к которым принадлежали воины и стрелки.

## Типы бирем
- финикийская бирема
- греческая бирема
- римская бирема
- либурна
- Дромон — византийский корабль, обычно имевший два ряда вёсел